# Othnielosaurus
Othnielosaurus is een geslacht van ornithischische dinosauriërs, behorend tot de groep van de Genasauria, dat tijdens het late Jura leefde in het gebied van het huidige Wyoming. De enige benoemde soort is Othnielosaurus consors.
In 1894 wees Othniel Charles Marsh een fossiel in 1882 gevonden in Reed's Quarry 7 van de Como Bluff vindplaats, uit de zeer ruwweg 150 miljoen jaar oude Morrisonformatie, YPM 1882, toe aan het geslacht Laosaurus als een nieuwe soort, Laosaurus consors. De soortaanduiding betekent "deelgenoot" in het Latijn, een verwijzing naar het feit dat in het specimen de resten van de twee individuen gemengd waren: een meer volledig skelet en delen van een tweede dier. In 1977 wees Peter Galton de resten toe aan een ander geslacht, Othnielia en wel aan de typesoort Othnielia rex, een naam gebaseerd op holotype YPM 1875 (eerder YPM 1915), dat eerder aan het geslacht Nanosaurus was toegewezen maar waarvan Galton meende dat het te verschillend was van Nanosaurus agilis. In 1990 splitste Robert Thomas Bakker YPM 1882 weer van deze soort af, dus als een aparte Othnielia consors; het specimen was de belangrijkste bron van informatie over het geslacht daar YPM 1875 slechts uit een enkel dijbeen bestaat. In 2007 concludeerde Galton zelfs dat YPM 1875 niet diagnostisch was, dus niet voldoende te scheiden van (mogelijke) andere vondsten, en dat derhalve Othnielia geen geldige naam was maar een nomen dubium. Dit zou betekenen dat voor YPM 1882 alleen de oude aanduiding Laosaurus consors was overgebleven, ware het niet dat Galton oordeelde dat ook Laosaurus een nomen dubium was. Hij benoemde daarom voor het specimen een nieuw geslacht: Othnielosaurus met als typesoort Othnielosaurus consors. De geslachtsnaam verwijst, net als het eerdere "Othnielia", naar Marsh. De naam bevat een zeker humoristisch element daar van Marsh bekend is dat hij een enorme hekel had aan zijn officiële voornaam en zich altijd "Charles" noemde.
Galton acht het waarschijnlijk dat een tweede skelet, BYU ESM-163R ofwel "Barbara", dat eerst aan Othnielia rex was toegewezen, in feite tot Othnielosaurus behoort, alsmede enkele losse gevonden tanden, AMNH 14328, AMNH 2372 en AMNH 11526.
In 2018 stelde Galton dat Othnielosaurus toch een jonger synoniem was van Nanosaurus agilis.

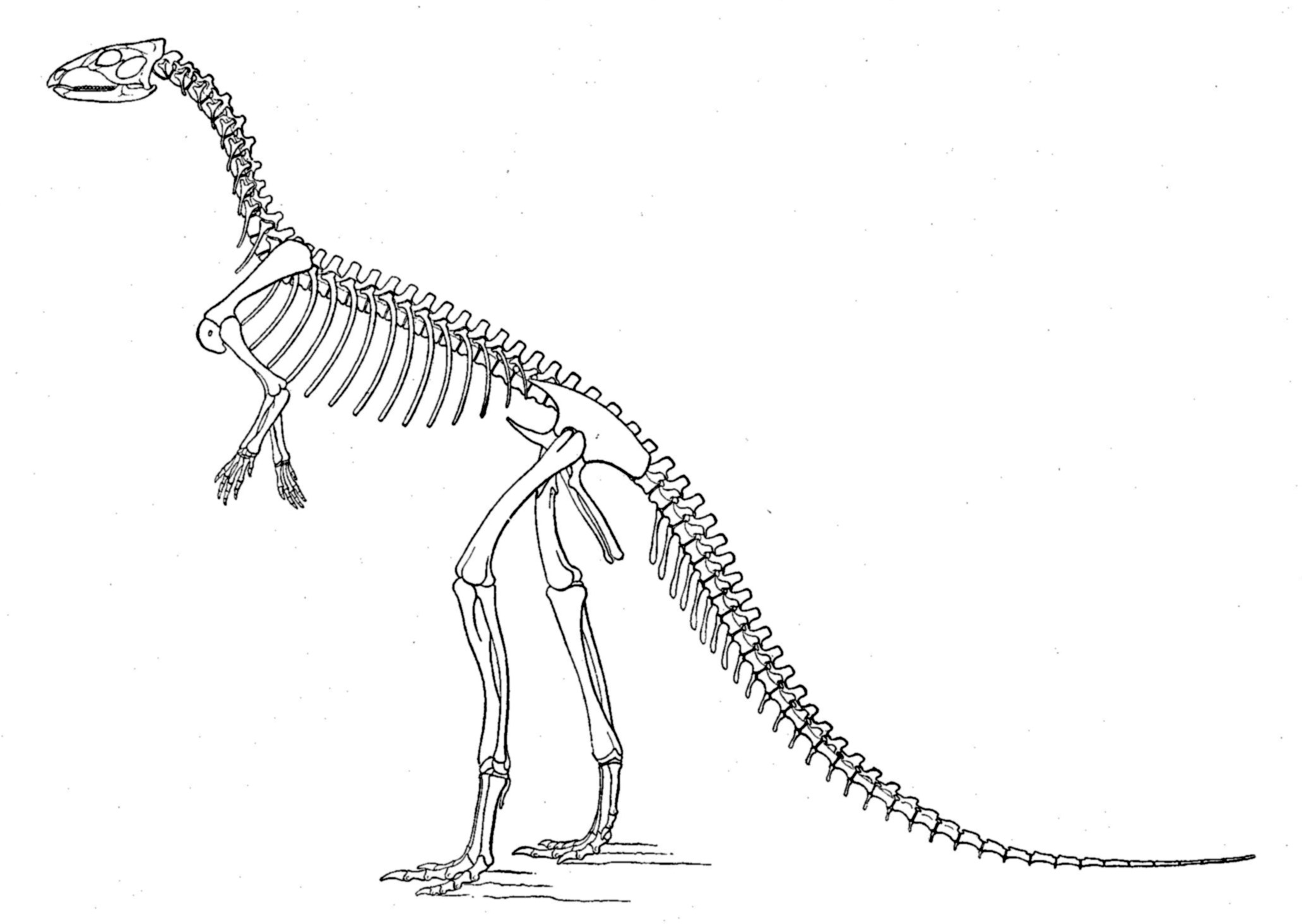
Een reconstructie door Marsh van het skelet, uit 1896

Van het specimen ontbraken grote delen van de schedel; de slechte preservering van de rest van het skelet doen vermoeden dat het om een onvolgroeid dier gaat. Het individu had een lengte van zo'n twee meter en een geschat gewicht van vijf à tien kilo. Othnielosaurus was een tweevoeter. De achterbenen waren relatief lang; de armen kort en voorzien van korte brede handen. De schedel was vermoedelijk tamelijk klein. De tanden waren klein en bladvormig met rechte tandwortels, een basaal kenmerk. Hoogstwaarschijnlijk was Othnielosaurus een planteneter of misschien ook alleseter.
Traditioneel werd de vorm ingedeeld bij de Hypsilophodontidae. Bakker echter meende in 1990 dat het deel uitmaakte van een meer basale groep in de Ornithopoda, de Othnieliidae. De nieuwste exacte kladistische analyses gaan nog verder en plaatsen vormen als Othnielosaurus nog dieper in de stamboom, buiten de Euornithopoda, basaal in de Cerapoda.